# Svartbräkenväxter
Svartbräkenväxter (Aspleniaceae) är en familj inom divisionen ormbunksväxter. I familjen ingår släktena svartbräknar, (Asplenium), och Hymenasplenium.  Enligt Catalogue of Life omfattar familjen Aspleniaceae 854 arter. 

## Bildgalleri

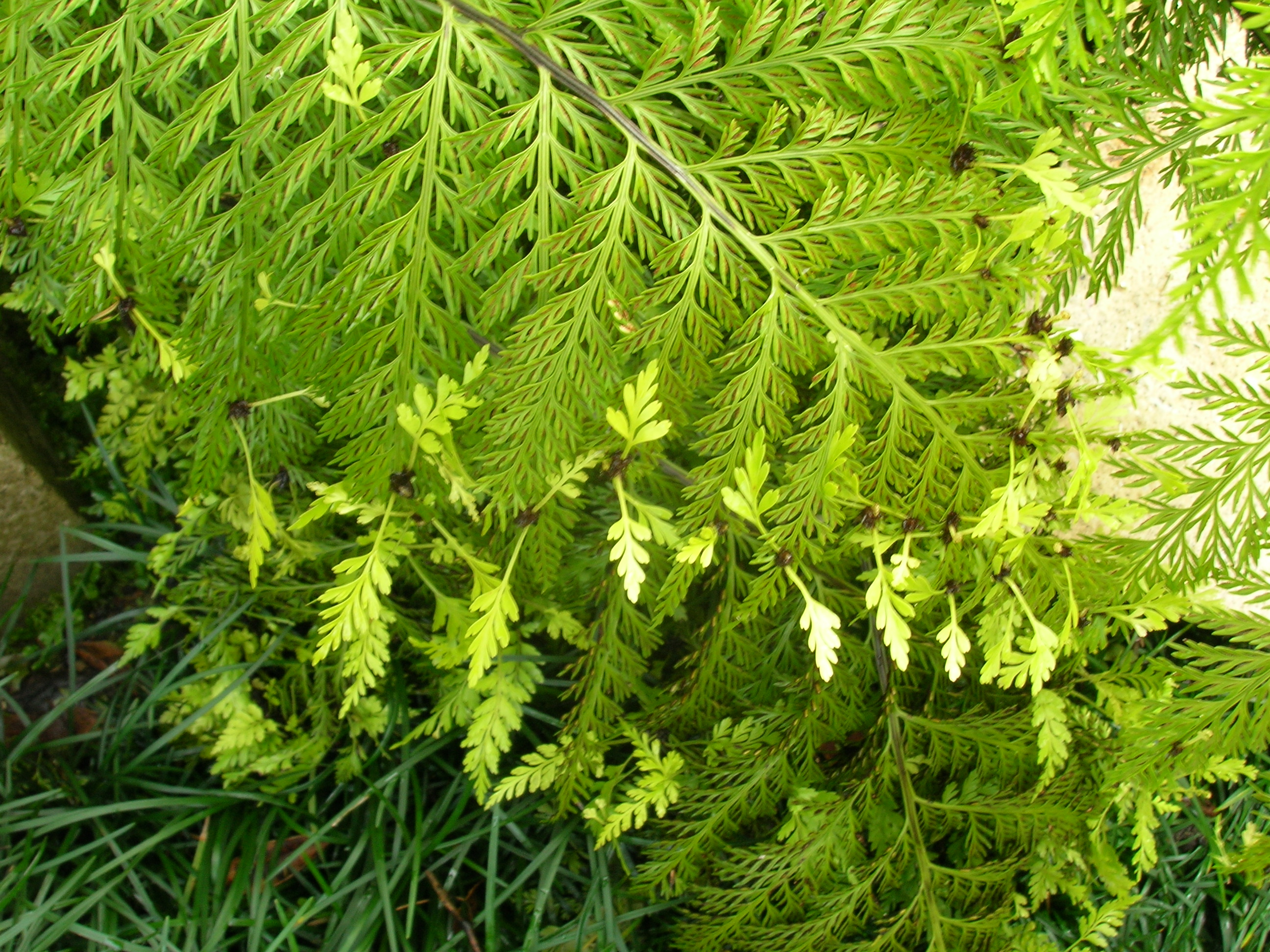
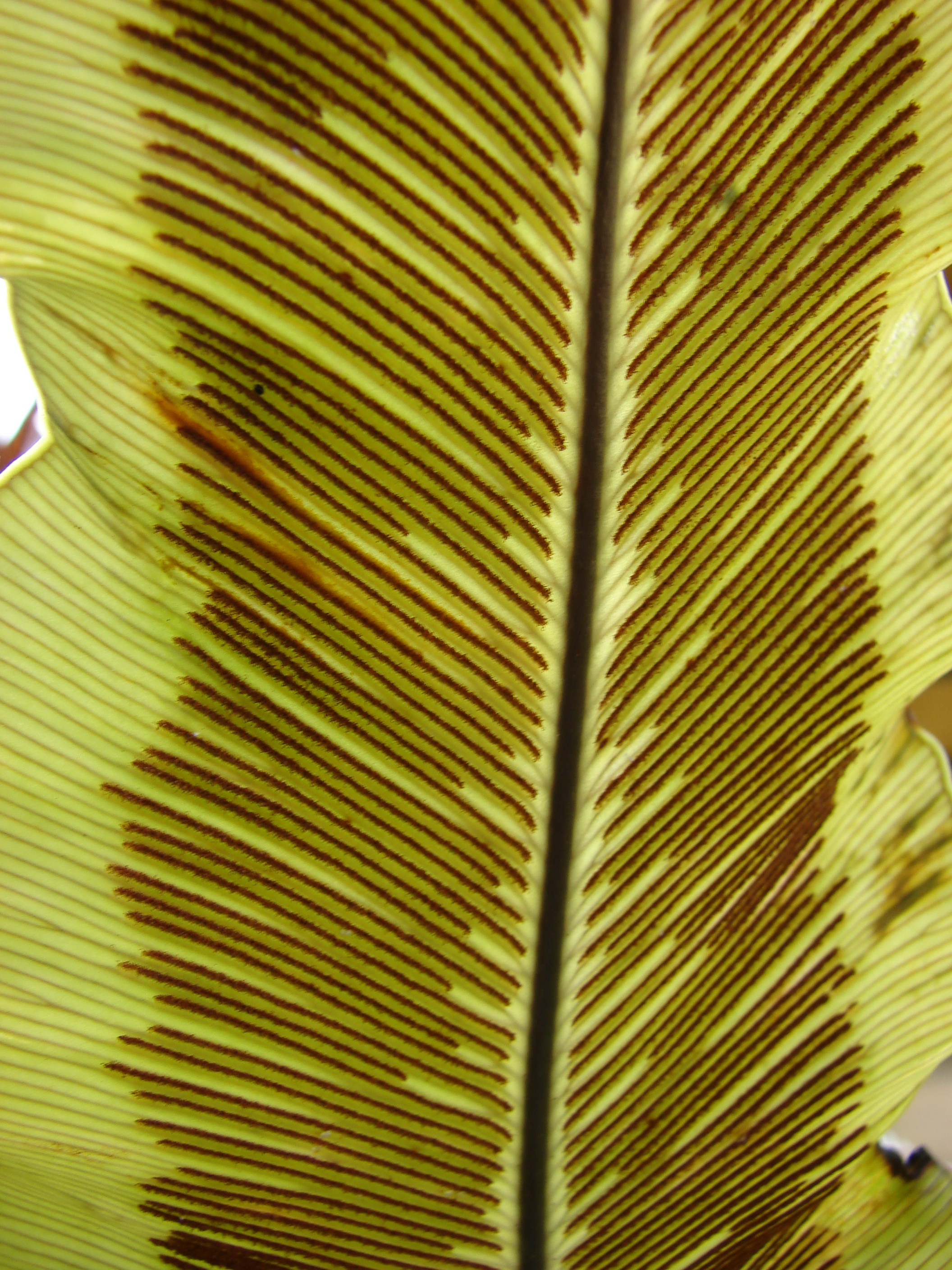
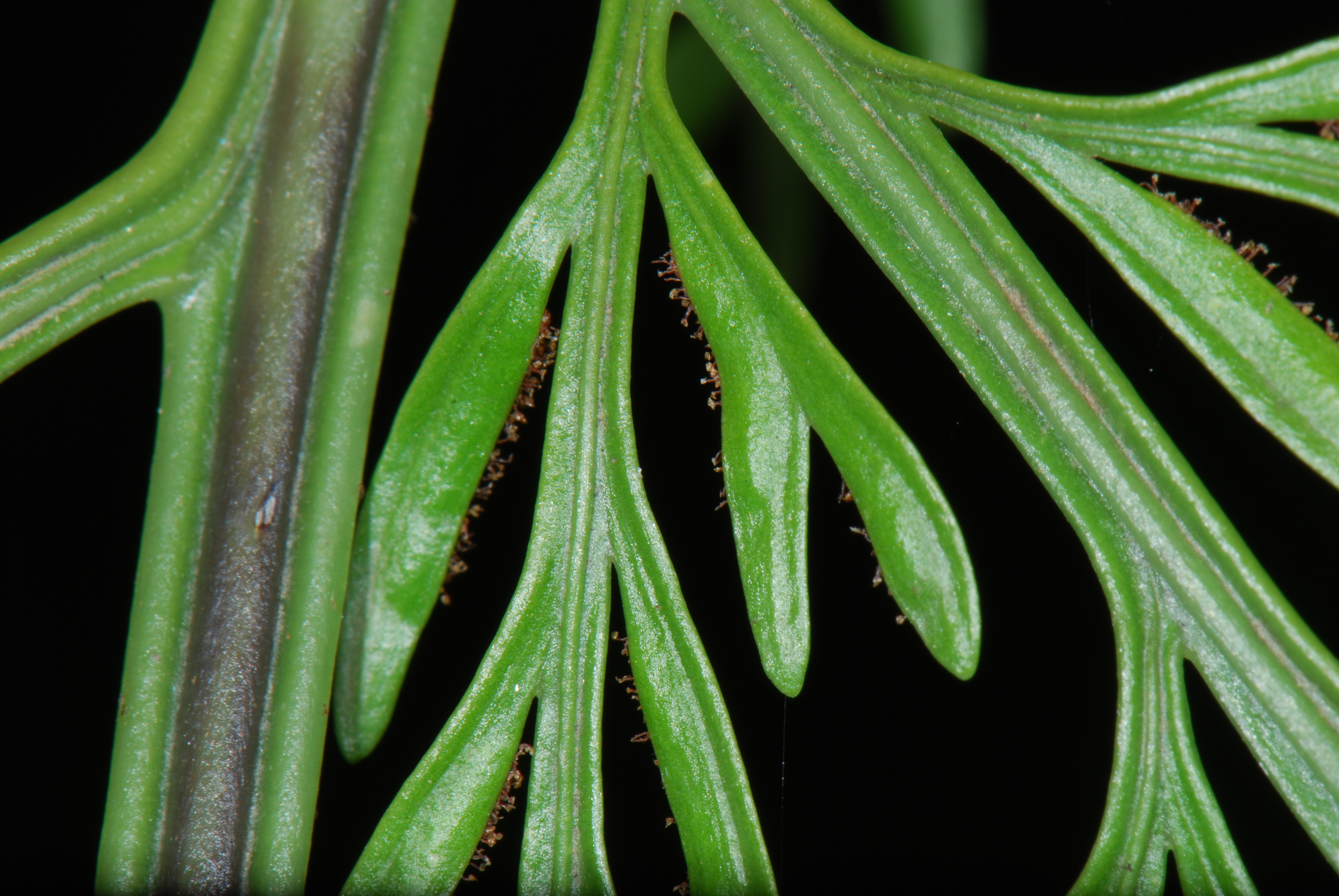
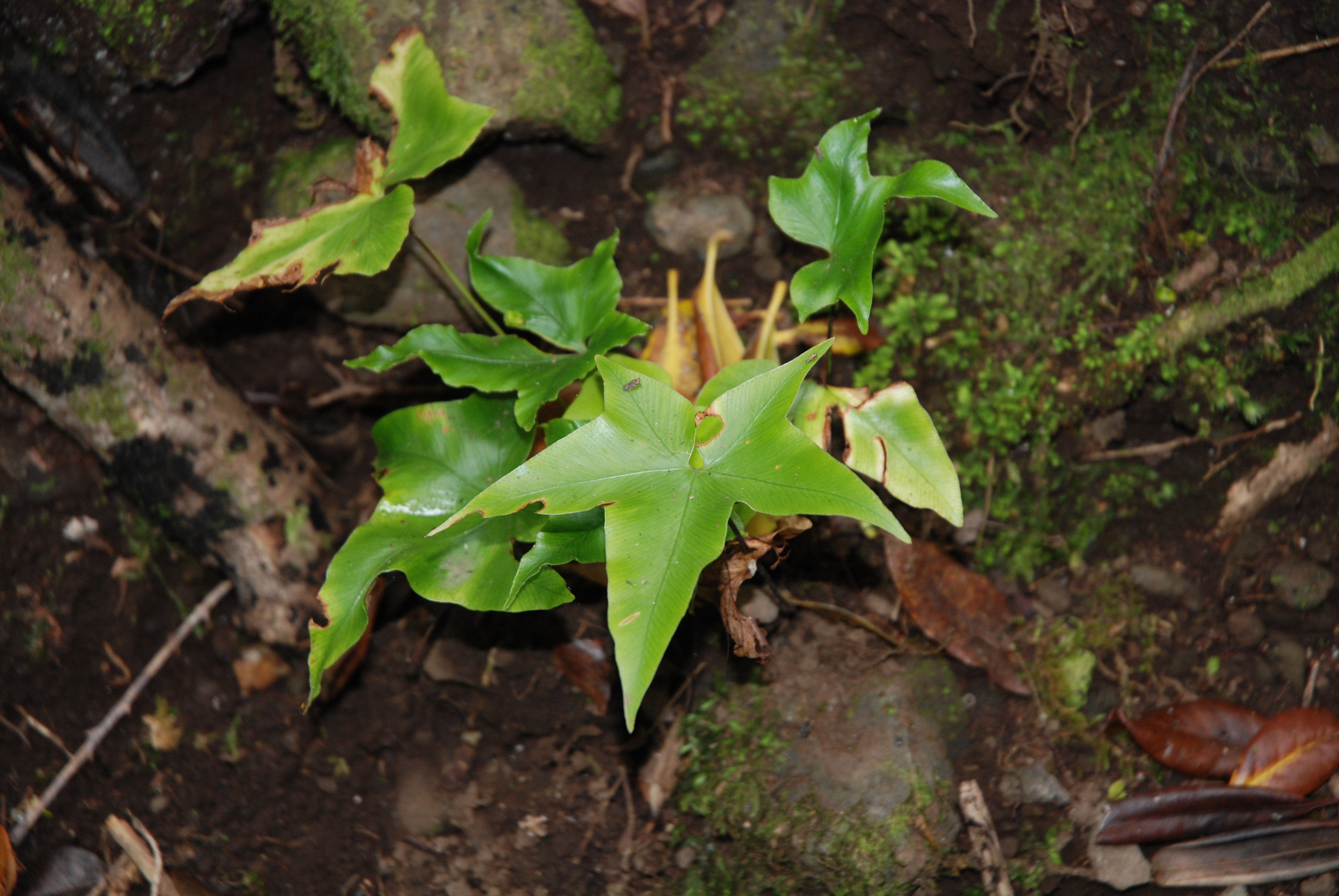
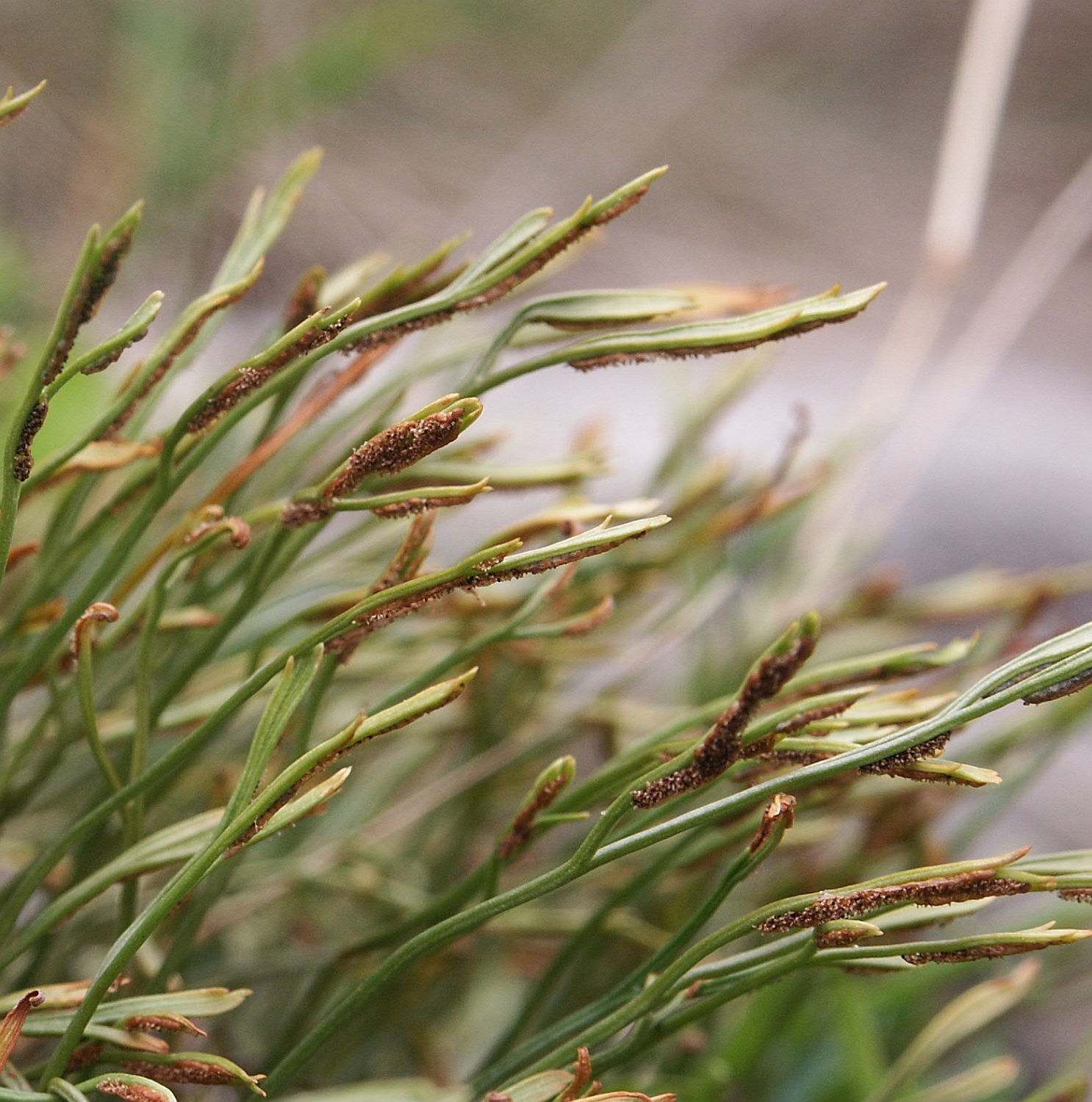
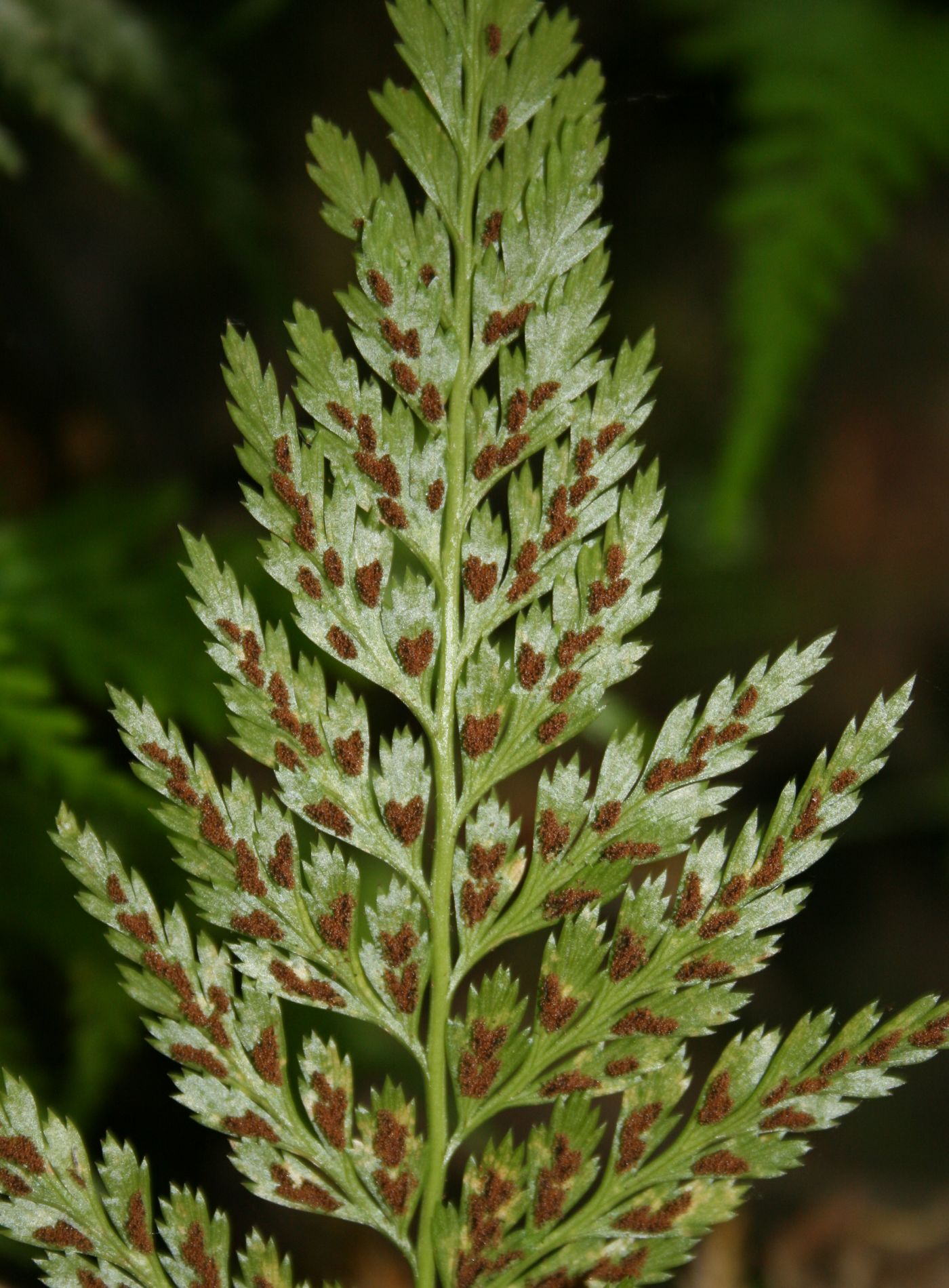

## Kladogram
Kladogram enligt Catalogue of Life:
| Aspleniaceae | \| \| Asplenium \| \| \| \| \| \| Hymenasplenium \| \| \| \| |
|              | \| \| Asplenium \| \| \| \| \| \| Hymenasplenium \| \| \| \| |
|              | Athyriaceae                                                  |
|              |                                                              |
|              | Blechnaceae                                                  |
|              |                                                              |
|              | Cystopteridaceae                                             |
|              |                                                              |
|              | Davalliaceae                                                 |
|              |                                                              |
|              | Dennstaedtiaceae                                             |
|              |                                                              |
|              | Diplaziopsidaceae                                            |
|              |                                                              |
|              | Dryopteridaceae                                              |
|              |                                                              |
|              | Hemidictyaceae                                               |
|              |                                                              |
|              | Hypodematiaceae                                              |
|              |                                                              |
|              | Lindsaeaceae                                                 |
|              |                                                              |
|              | Lomariopsidaceae                                             |
|              |                                                              |
|              | Lonchitidaceae                                               |
|              |                                                              |
|              | Nephrolepidaceae                                             |
|              |                                                              |
|              | Oleandraceae                                                 |
|              |                                                              |
|              | Onocleaceae                                                  |
|              |                                                              |
|              | Polypodiaceae                                                |
|              |                                                              |
|              | Pteridaceae                                                  |
|              |                                                              |
|              | Rhachidosoridaceae                                           |
|              |                                                              |
|              | Saccolomataceae                                              |
|              |                                                              |
|              | Tectariaceae                                                 |
|              |                                                              |
|              | Thelypteridaceae                                             |
|              |                                                              |
|              | Woodsiaceae                                                  |
|              |                                                              |
|              | Asplenium                                                    |
|              |                                                              |
|              | Hymenasplenium                                               |
|              |                                                              |

|  | Asplenium      |
|  |                |
|  | Hymenasplenium |
|  |                |